# Chesley
 Chesley  es una población y comuna francesa, en la región de Gran Este, departamento de Aube, en el distrito de Troyes y cantón de Chaource.

## Demografía
| 440 | 399 | 353 | 344 | 317 | 320 |
| Para los censos de 1962 a 1999 la población legal corresponde a la población sin duplicidades (Fuente: INSEE [Consultar]) |     |     |     |     |     |